# Salduba gradiens
Salduba gradiens är en tvåvingeart som beskrevs av Walker 1864. Salduba gradiens ingår i släktet Salduba och familjen vapenflugor. Inga underarter finns listade i Catalogue of Life.